# Qishan (Kaohsiung)
Qishan oder Cishan (chinesisch 旗山區, Pinyin Qíshān Qū, Tongyong Pinyin Císhan Cyu), früher auch Chishan, ist ein Stadtbezirk von Kaohsiung in der Republik China (Taiwan).

## Ortsbeschreibung
Qishan hat eine langgezogene, angenähert spitz keilförmige Form, wobei die Spitze nach Nordnordost zeigt. Die Längsausdehnung beträgt 25 Kilometer und die maximale Querausdehnung 7,5 Kilometer. Die benachbarten Bezirke in Kaohsiung sind Dashu im Süden, Yanchao und Tianliao im Südwesten, Neimen im Nordwesten, Shanlin im Nordosten, und Meinong im Osten. Im Südosten grenzt Qishan an Ligang im Landkreis Pingtung. In nahezu seiner gesamten Länge wird Qishan vom kleinen Flüsschen oder Bach Nanzixian (楠梓仙溪,  Nánzǐxiān Xī, auch Qishan 旗山溪,  Qíshān Xī) durchströmt, der im südöstlichen Abschnitt die Grenze zum Nachbarbezirk Ligang bildet und dort in den Fluss Gaoping mündet.

## Geschichte
Ein älterer Name von Qishan ist Fanshu (蕃薯寮,  Fānshǔ liáo – „Süßkartoffel-Hütte“). Nach einer Überlieferung ging der Name auf einen alten Mann zurück, der hier Süßkartoffelpaste verkaufte. Ab 1920 war Shanlin ein ‚Dorf‘ (庄,  Zhuāng) in der Präfektur Takao und erhielt den Namen Qishan, nach der höchsten Erhebung, dem 318 m hohen Qiweishan (旗尾山, ). Nach der Übernahme der Insel Taiwan durch die Republik China 1945 entstand aus der Präfektur der Landkreis Kaohsiung und Qishan wurde im April 1946 als ‚Stadtgemeinde‘ (鎮,  Zhèn) reorganisiert. Am 25. Dezember 2010 wurde der Landkreis in die Stadt Kaohsiung eingegliedert und Qishan wurde zu einem Stadtbezirk (區,  Qū) von Kaohsiung.

## Bevölkerung
Ende 2017 gehörten 61 Personen den indigenen Völkern Taiwans an (ca. 0,4 %). Der Anteil von Hakka lag bei etwa 60 %.
| Gliederung Qishans |
|                    |

## Verwaltungsgliederung
Qishan ist in 21 Stadtteile (里, Li) weiter untergliedert:
1 Dalin (大林里)

2 Zhongzheng (中正里)

3 Yuanfu (圓富里)

4 Dongping (東平里)

5 Yonghe (永和里)

6 Ruiji (瑞吉里)

7 Zhufeng (竹峰里)

8 Meizhou (湄洲里)

9 Taiping (太平里)

10 Dade (大德里)

11 Sanxie (三協里)

12 Dongchang (東昌里)

13 Guangfu (廣福里)

14 Kunzhou (鯤洲里)

15 Shangzhou (上洲里)

16 Dashan (大山里)

17 Zhongzhou (中洲里)

18 Nanzhou (南洲里)

19 Xinguang (新光里)

20 Nansheng (南勝里)

21 Zhongliao (中寮里)

## Wirtschaft
Landwirtschaftliche Produkte sind (mit Erntezeiten): Bananen (April – Juni), Papaya (April – Juni), Litschi (Juni), Longan (Juli), Kokosnuss (Juli – September) und Ingwer (Dezember – Februar).

## Verkehr
Weitgehend entlang der Längsachse Qishans verläuft in nordnordöstliche Richtung die Provinzstraße 29. Sie wird im mittleren Abschnitt von den Provinzstraßen 21 (West-Ost-Richtung) und 3 (Nordwest-Südost-Richtung) gekreuzt.
Im südlichen Abschnitt verläuft in zwei Teilabschnitten die Autobahn 10 und im Südwesten die Autobahn 3 über das Gebiet von Qishan.

## Sehenswürdigkeiten, Tourismus
Die „alte Straße“ im Ortsteil Zhongshan wurde in den 1920er Jahren zur japanischen Kolonialzeit in einer Art historisierend-neobarocken Stil erbaut. Der Tianhou-Tempel (天后宮,  Tiānhòu gōng, ) im Ortsteil Meizhou geht auf die Herrschaftszeit Jiaqings im 19. Jahrhundert zurück. Hier wird hauptsächlich die Meeresgöttin Mazu verehrt. Eine weitere Sehenswürdigkeit ist der zwischen 1983 und 1985 errichtete Konfuziustempel. Die alte Zuckerfabrik (旗山糖廠,  Qíshān tángchǎng, ) war von 1909 bis 2002 in Betrieb und das Gelände wurde danach zum Teil in einen Freizeitpark umgewandelt.

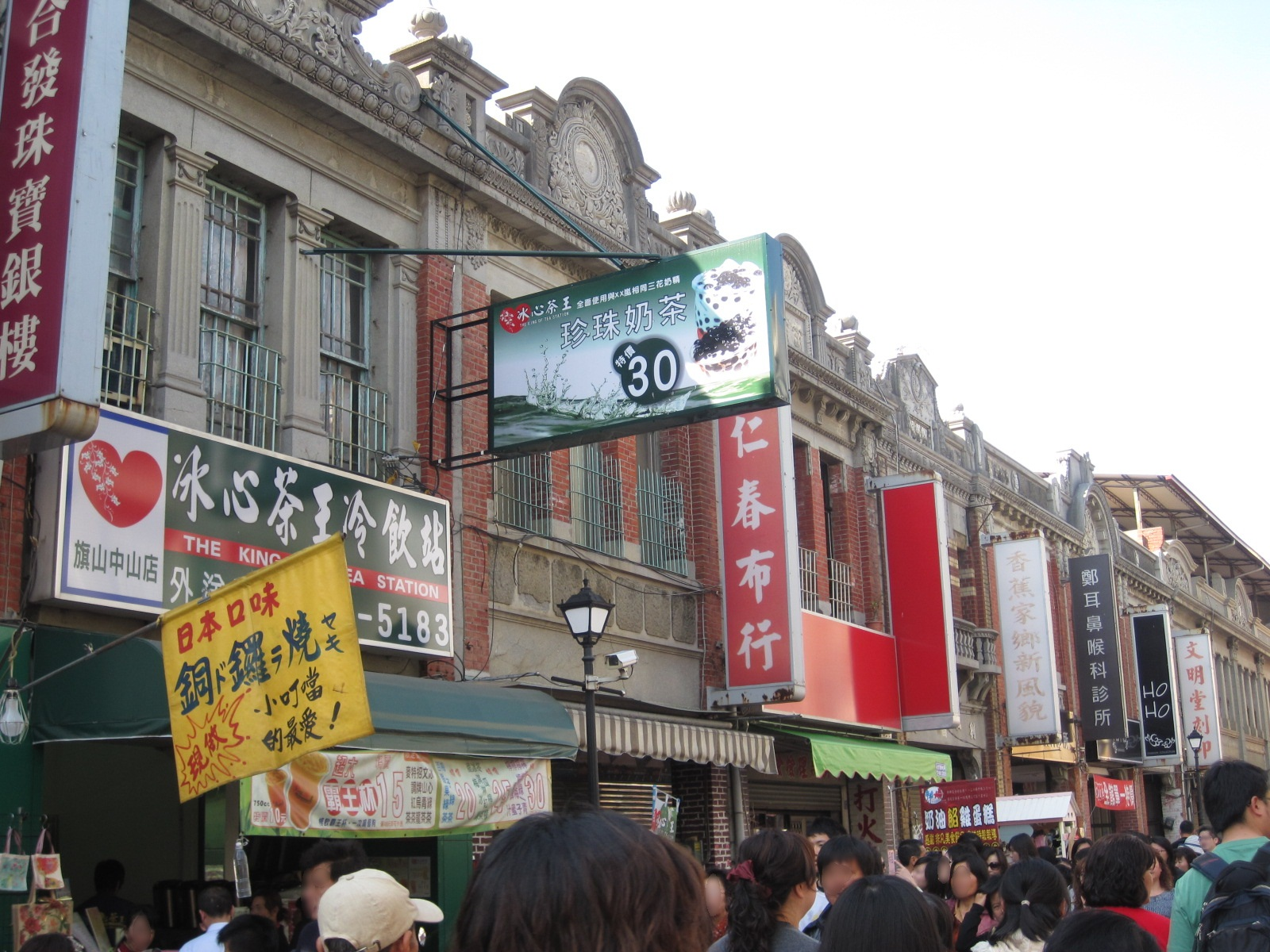
„Alte Straße“ in Qishan
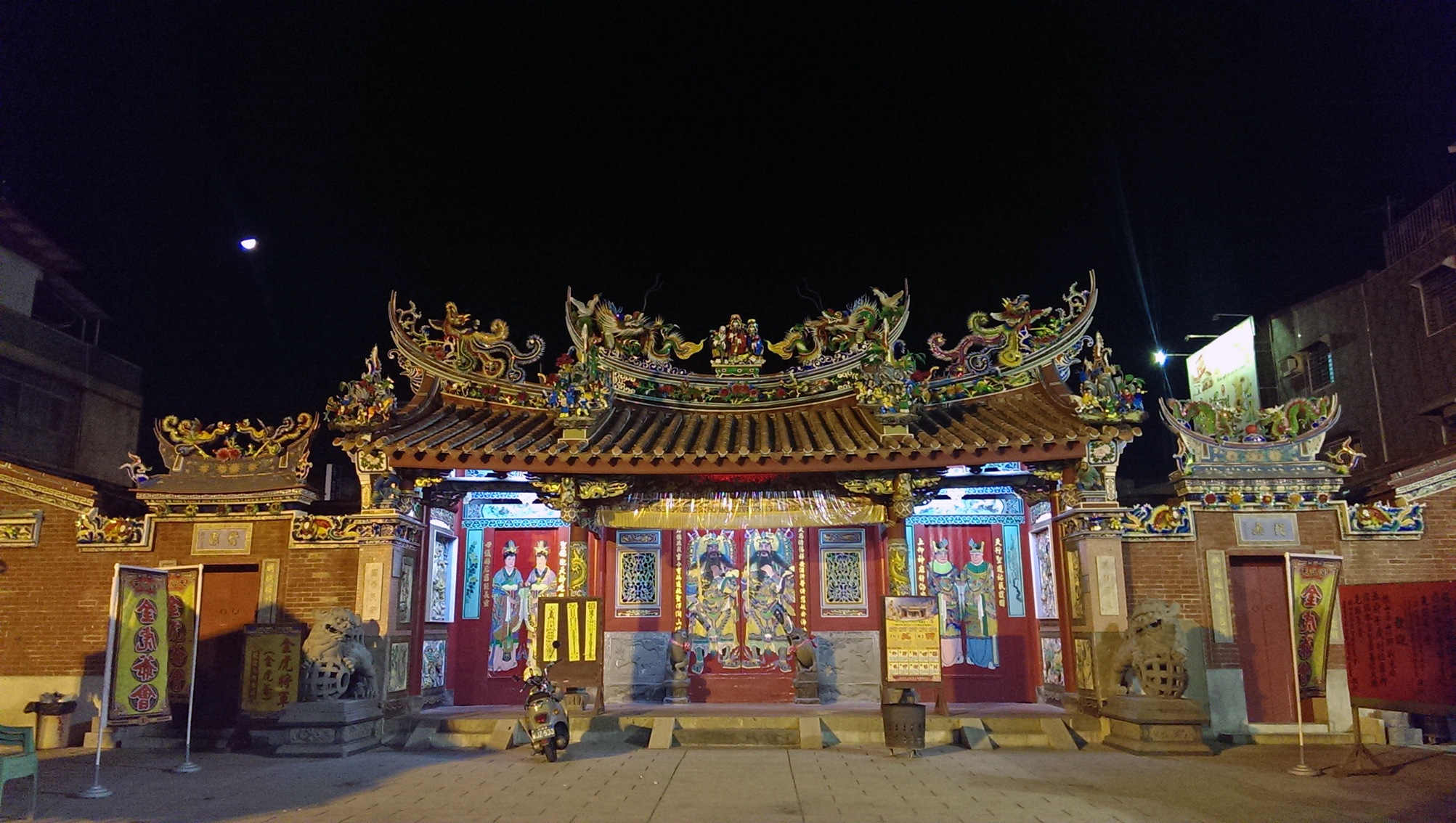
Tianhou-Tempel
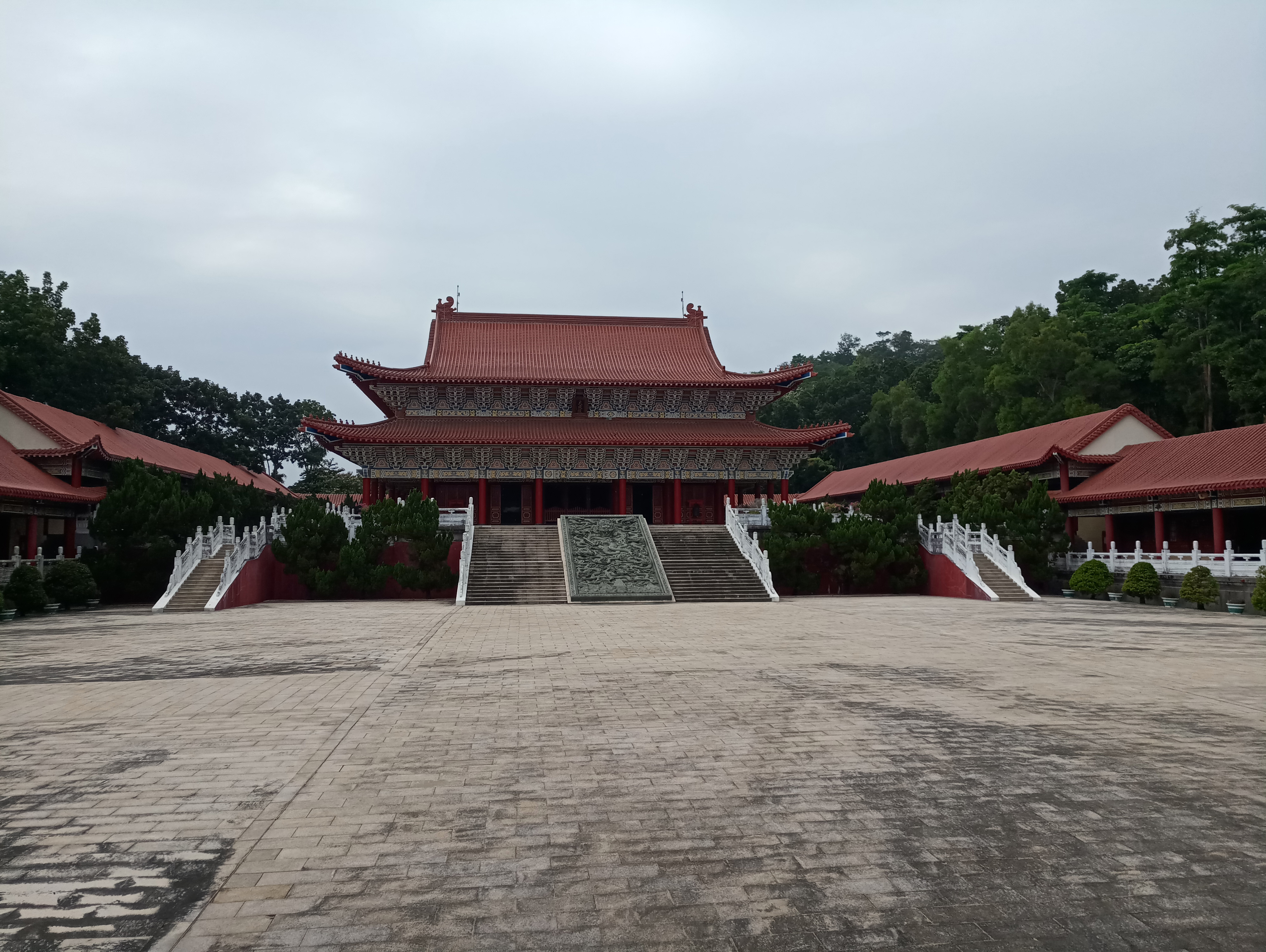
Konfuziustempel
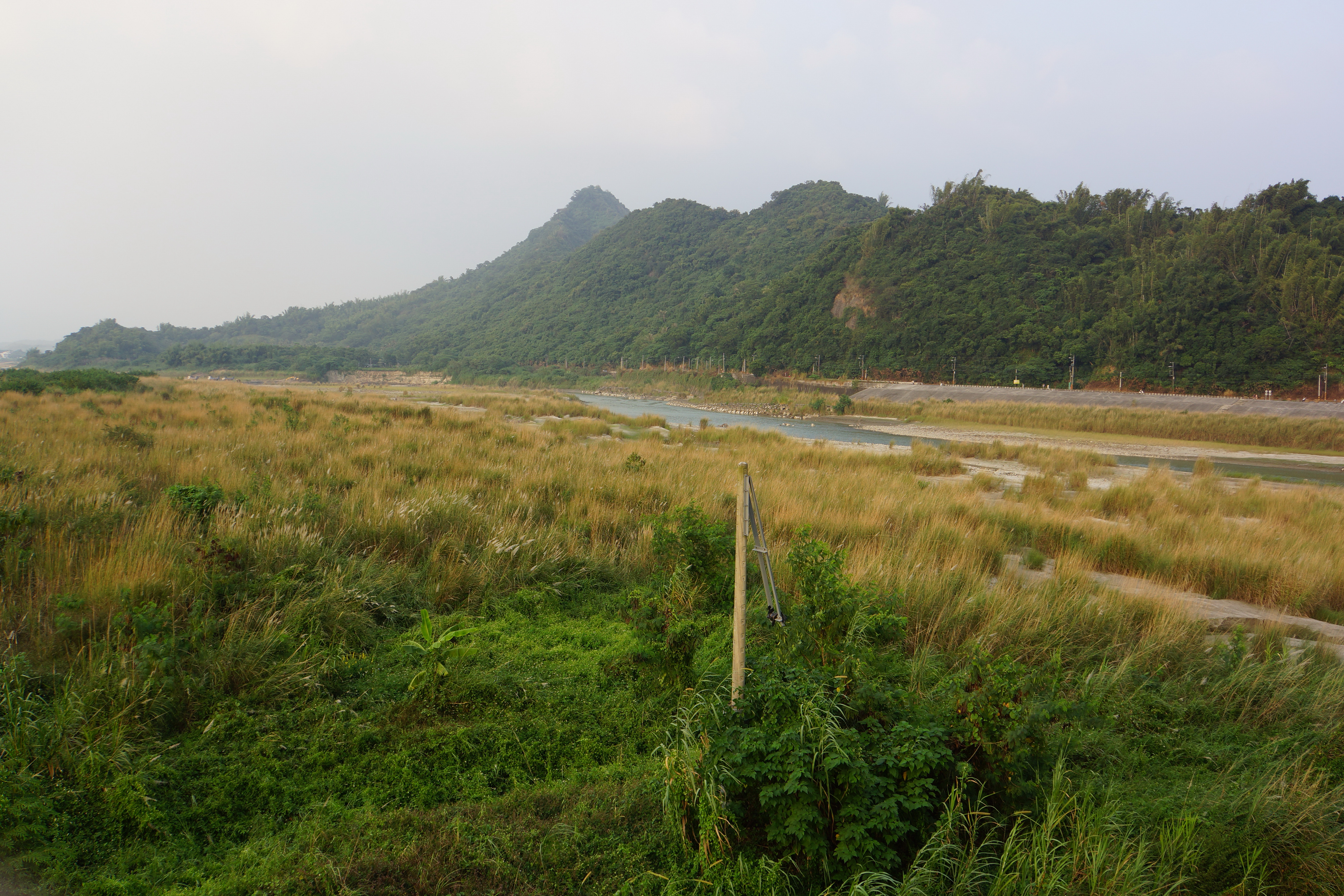
Qiweishan